# IJzerenbrug (Nederland)
IJzerenbrug is een buurtschap in de gemeente Voorne aan Zee in de Nederlandse provincie Zuid-Holland. De buurtschap verwijst naar de ijzeren brug die hier lag over het Kanaal door Voorne.
Zuid-Holland: Steden en dorpen      Nederland: Provincies · Gemeenten